# Kloster Brunshausen

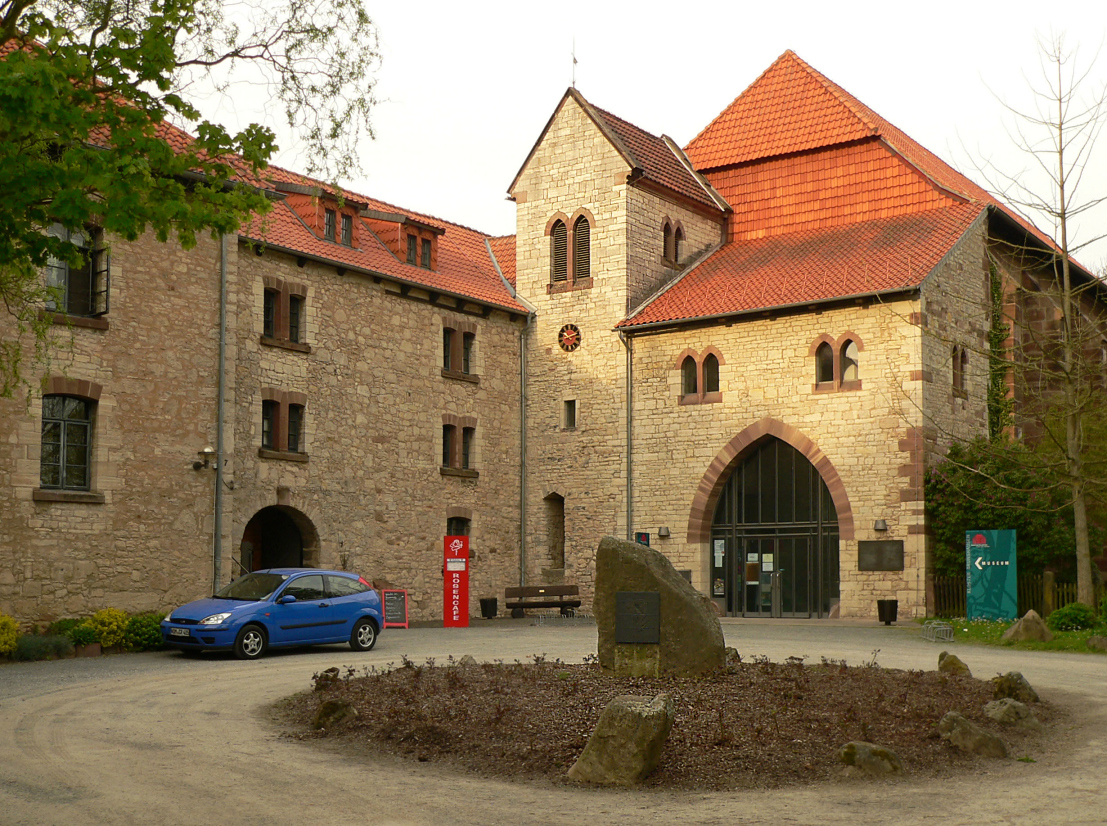
Eingang von Kloster Brunshausen

Das ehemalige Kloster Brunshausen befindet sich in Brunshausen, einem Ortsteil der Stadt Bad Gandersheim. Es wurde im 9. Jahrhundert als Benediktinerinnenkloster gegründet. Nach wechselvoller Geschichte als Nonnen- und Mönchskloster und evangelischer Konvent wurde Kloster Brunshausen im Jahre 1944/1945 als KZ Bad Gandersheim ein Außenlager des KZ Buchenwald. Heute besteht in der Klosterkirche und Teilen der Klostergebäudes ein Museum zur Geschichte Brunshausens und des Stiftes Gandersheim.

## Geschichte

### Gründung des Klosters

Blick auf die Klosteranlage (vor 1900)

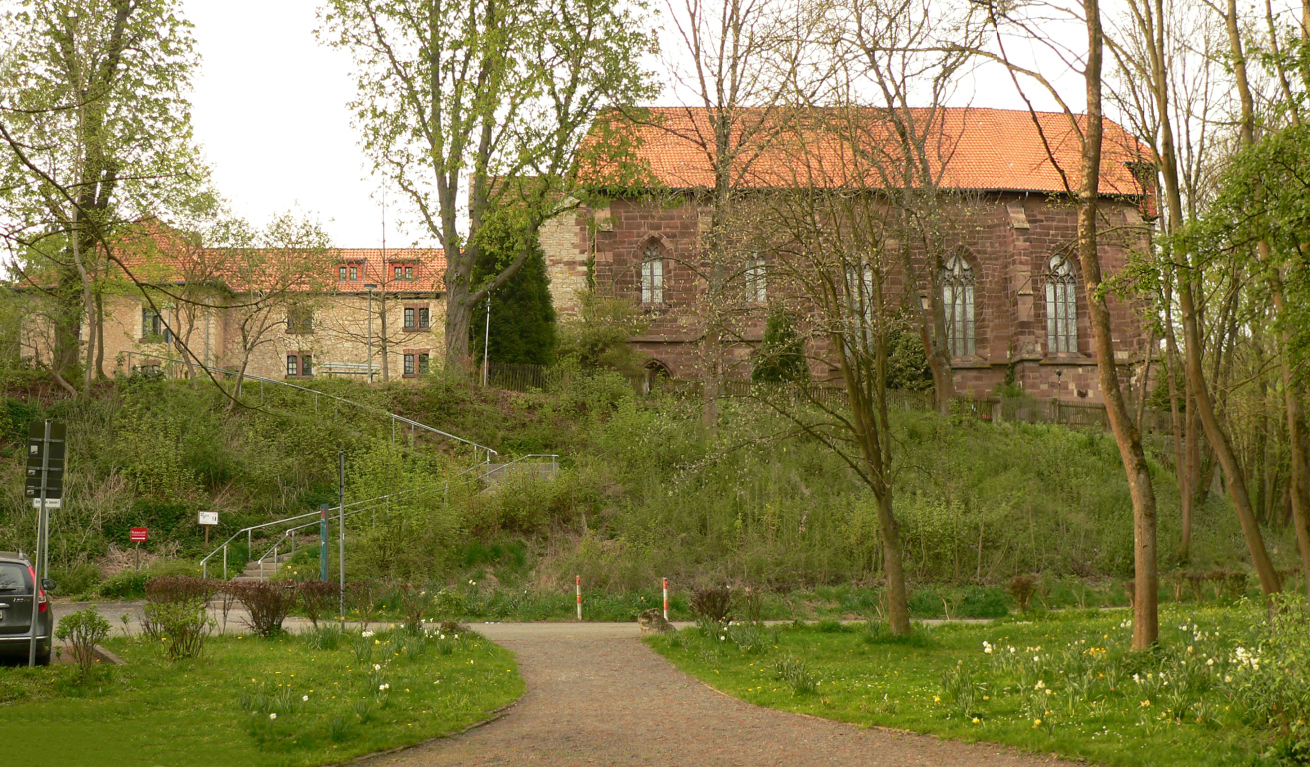
Rechts die Klosterkirche

Der Ort Brunshausen wurde zunächst von den Liudolfingern als Herrschaftssitz ausgewählt, weil er im Zentrum ihres Herrschaftsbereiches und an der Heerstraße von Mainz über Fulda, Northeim und Hildesheim bis zur Nordsee lag. Der Herrensitz, von dem Mauerreste aus der Zeit um 840 ergraben sind, wurde vermutlich im ersten Viertel des 9. Jahrhunderts mit einer kleinen Eigenkirche versehen. Bei den zwischen 1960 und 1962 durchgeführten Ausgrabungen wurden 100 m nordwestlich der einstigen Klosterkirche die Fundamente eines dreiräumigen, repräsentativen, 5,40 × 19,80 m messenden Herrenhauses gefunden. Zu den dabei gemachten Funden gehört ein Putzstück mit einer Runeninschrift. Das Kloster wurde zunächst St. Johannes und St. Stephanus geweiht, später wechselte das Patrozinium zu St. Bonifatius. Das Stift hatte auch Reliquien dieses Heiligen. Die Wahl des heiligen Bonifatius, eines Mainzer Erzbischofs, ist in dem Wunsch des Stiftes begründet, sich Hildesheim zu entziehen und dem Mainzer Erzbischof anzuschließen.

### Entstehung des Gandersheimer Stifts
Im Kloster Brunshausen wurde der Konvent des Stiftes Gandersheim nach dessen Gründung 852 bis zur Fertigstellung der Kirchen- und Stiftsgebäude in Gandersheim untergebracht. Auch nach der Umsiedlung 881 blieb Brunshausen ein Benediktinerinnenkloster. Während dieser Zeit wurde zunächst 866 der Stiftsgründer Liudolf und 874 Hathumod, Liudolfs Tochter und erste Äbtissin des Stiftes, im Kloster beigesetzt. Liudolfs Leichnam wurde später in die Stiftskirche überführt. Nach der Gründung des Stiftes wurde Brunshausen Eigenkloster des Stifts, das heißt, dass die Äbtissin die weltliche Aufsicht im Kloster hatte. Die geistliche Zuständigkeit lag beim Bischof von Hildesheim.

### Brunshausen als Männerkloster
Brunshausen beherbergte in seiner Geschichte nicht nur Nonnen. Es ist überliefert, dass 1134 der erste Abt des Klosters Clus auch Abt in Brunshausen wurde. Das heißt, dass aus dem Nonnen- ein Mönchskloster geworden war. Doch diese Zeit als Mönchskloster war nur ein Zwischenspiel, schon 1200 lebten wieder Nonnen in Brunshausen. Man hatte erkannt, dass zwei Männerklöster in so großer Nähe nicht sinnvoll waren.

### Bursfelder Kongregation
Im 15. Jahrhundert konnte sich das Kloster dank Vermehrung des Klosterbesitzes wirtschaftlich erholen. 1448 wurde von Clus aus auch Brunshausen der Bursfelder Kongregation angeschlossen. Diese hatte ihr Zentrum im Kloster Bursfelde und forderte die Einhaltung der Ordensregel des heiligen Benedikt in der ursprünglichen Strenge und Reinheit.

### Reformation
Den nächsten großen Einschnitt in der Geschichte des Klosters Brunshausen brachte die Reformation. Das Fürstentum Braunschweig-Wolfenbüttel wurde 1542 von den Truppen des Schmalkaldischen Bundes besetzt und der evangelische Glaube zum ersten Mal eingeführt. Dies wirkte sich auch auf das eigentlich reichsunmittelbare Stift Gandersheim aus, wo der evangelische Gottesdienst angeordnet wurde. Doch dank raffinierter Taktiken konnten die Kanonissen die Ausführung verzögern. Im Jahr 1547 führte der zurückgekehrte Herzog Heinrich der Jüngere von Braunschweig-Lüneburg den katholischen Glauben wieder ein. Erst 1568 wurde die Reformation von dessen Sohn Herzog Julius von Braunschweig-Lüneburg endgültig eingeführt. Am 31. Oktober 1568 wandelte die Visitationskommission Brunshausen in ein evangelisches Kloster um. Herzogliche Beamte sollten die Verwaltung des Stiftes übernehmen, wogegen sich das Stift Gandersheim wehrte. Diese Auseinandersetzung über die Zugehörigkeit des Klosters wurde erst 1593 abschließend geklärt in dem Vertrag zwischen Stift und Herzog Heinrich Julius, als das Kloster an den Herzog fiel.

### Der Dreißigjährige Krieg

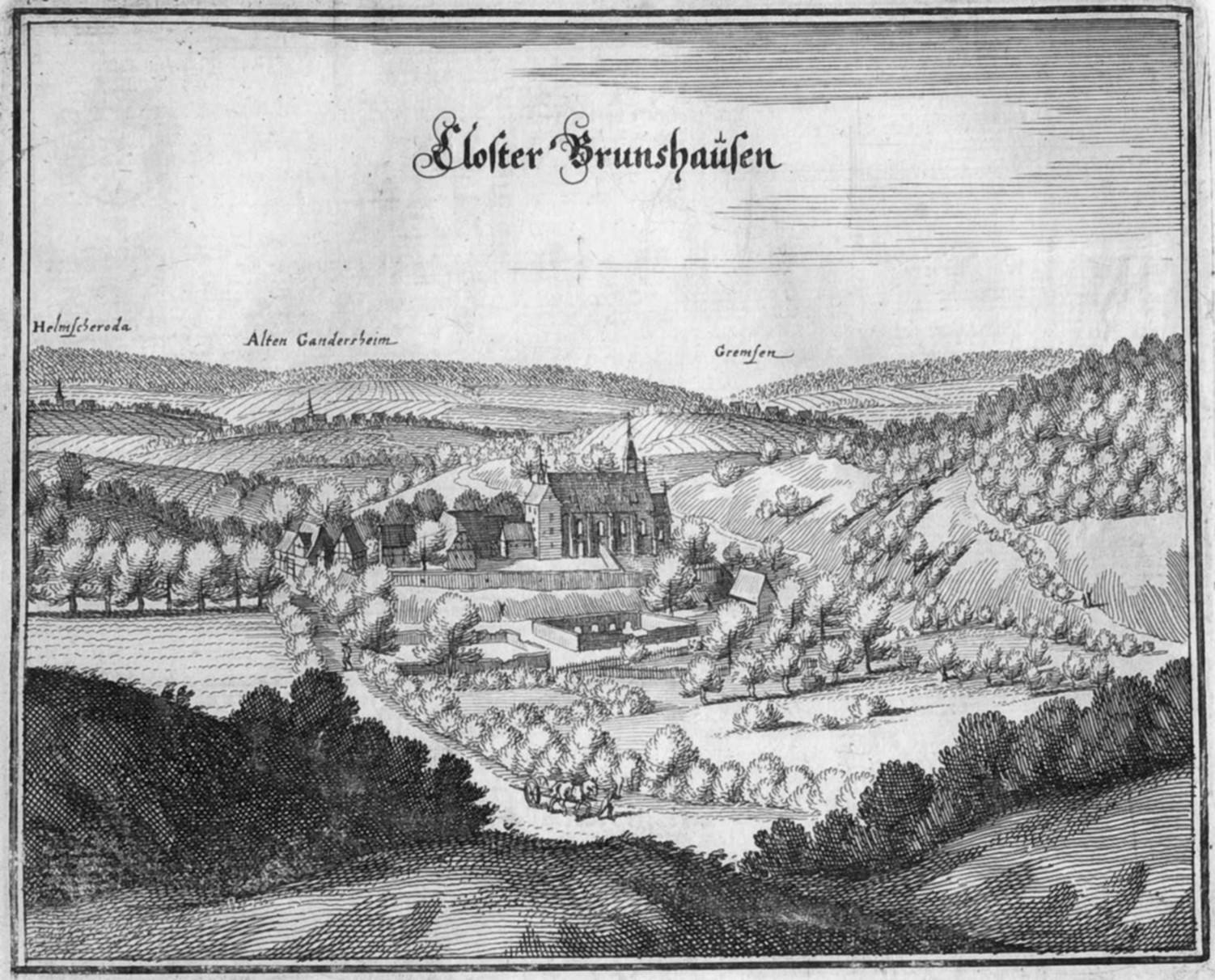
Das Kloster als Merian-Stich Mitte des 17. Jahrhunderts

Im Dreißigjährigen Krieg litt das Kloster unter marodierenden Soldaten. Wegen des Restitutionsedikts für den Katholizismus vom 6. März 1629 wurden die fünf verbliebenen evangelischen Konventualinnen vertrieben und durch katholische Nonnen ersetzt. Doch bereits 1631 war diese Phase beendet und das Kloster wieder evangelisch. Die Zerstörungen aus der Zeit des Krieges machten eine Rückkehr der evangelischen Konventualinnen allerdings zunächst unmöglich. Erst 1655 waren die alten Verhältnisse wiederhergestellt. Aber der Zweck des Klosters veränderte sich zunehmend. Die freiwerdenden Plätze der Konventualinnen wurden immer häufiger zur Versorgung der Angehörigen der Stiftsabtei verwendet. Außerdem wurde eine Schule gestiftet.

### Rückkehr ans Stift
Im Jahr 1695 wurde der Streit zwischen den Herzögen von Braunschweig-Wolfenbüttel und dem Stift entschieden und das Kloster fiel wieder zurück an das Stift Gandersheim. Diese Übergabe ergab sich aus den Verhandlungen des Stifts mit Herzog Anton Ulrich zu Braunschweig-Wolfenbüttel zur Wahl seiner Tochter Henriette Christine zur Äbtissin von Gandersheim und den damit verbundenen Bedingungen des Stiftes. Die Inthronisation der Äbtissin fand im April 1694 statt und im Dezember 1695 folgte die Übergabe von Brunshausen und Clus an das Stift. Zu diesem Zeitpunkt lebten in Brunshausen noch vier Personen. Ab 1709 gab es kein Klosterleben mehr.

### Barocke Blüte

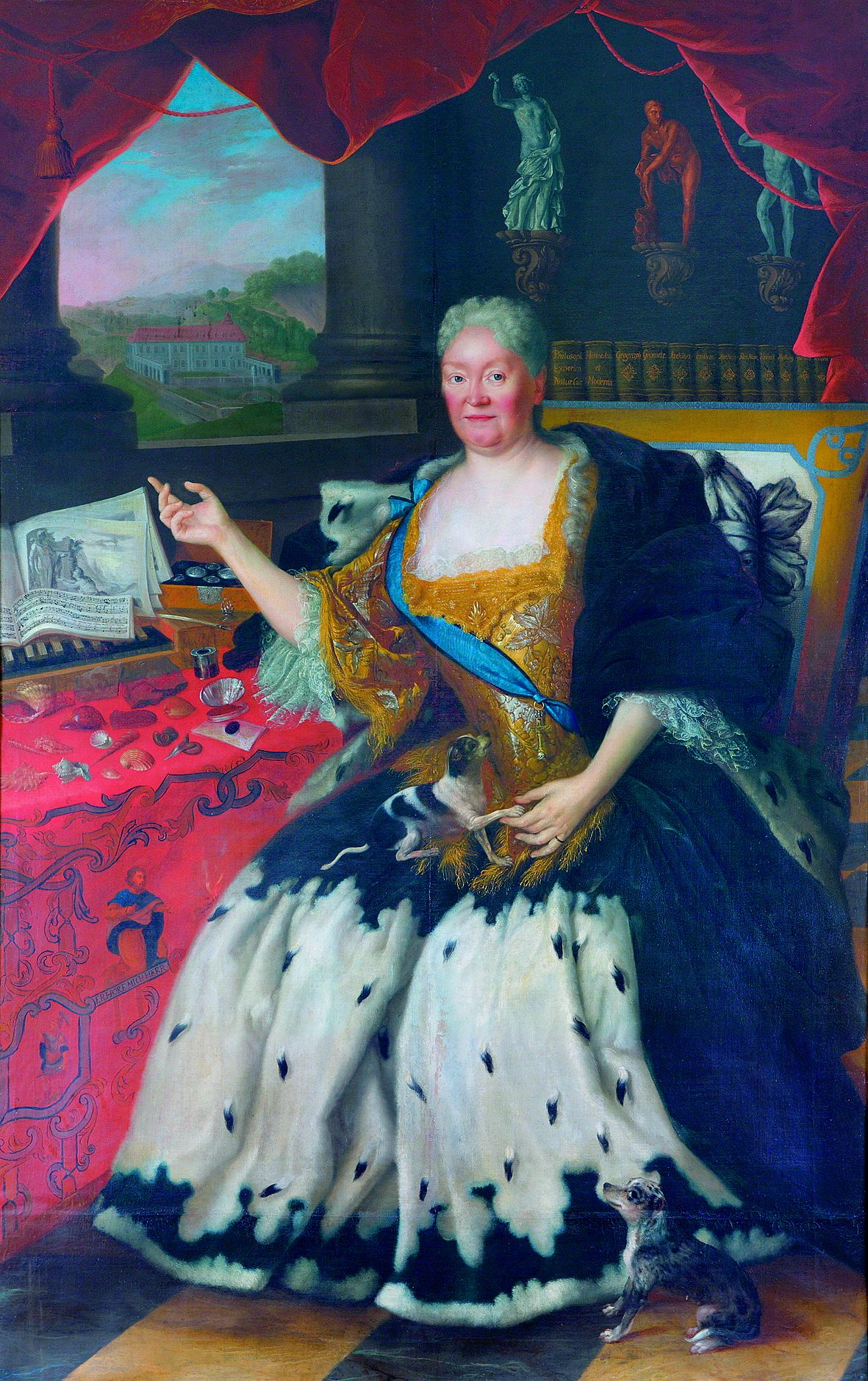
Elisabeth Ernestine Antonie von Sachsen-Meiningen

Eine neue Nutzung und Blüte erfuhr das Kloster unter der Äbtissin Elisabeth Ernestine Antonie von Sachsen-Meiningen, die dem gesamten Gandersheimer Stift zu einer barocken Blütezeit verhalf. Sie ließ das Kloster in der Zeit von 1713 bis 1726 in ein barockes Sommerschloss umbauen. Doch nach dem Tod der Äbtissin 1766 wurde das Kloster nur noch als Arbeiterwohnhaus und Speicher der Domäne Clus genutzt. Die Konventgebäude existierten nicht länger. 1791 musste dann auch der Gottesdienst in der Klosterkirche wegen Baufälligkeit eingestellt werden. Die Folge war, dass das Gebäude 1793 profaniert wurde. Es wurde als Scheune, Schuppen und Reithalle genutzt.
1810 erfolgte die Säkularisation des Stiftes. Eigentümer des Klosterbesitzes wurde der Braunschweiger Kloster- und Studienfonds, der Landbesitz wurde als Teil der staatlichen Domäne Clus zunächst verpachtet und später verkauft.

### Brunshausen in der Zeit des Nationalsozialismus
In der Zeit des Nationalsozialismus befand sich vom Sommer 1944 bis zum  April 1945 im westlichen Klosterflügel eine Ausländerkinder-Pflegestätte für osteuropäische Zwangsarbeiterinnen. Im Winter 1944/45 diente die Klosterkirche als KZ Bad Gandersheim, ein Außenlager des Konzentrationslagers Buchenwald. Die Insassen arbeiteten in einem Rüstungsbetrieb der Ernst Heinkel Flugzeugwerke. Am 4. April 1945 kurz vor Kriegsende wurde das Außenlager evakuiert und 40 nichtmarschfähige Häftlinge in einem nahen Wald erschossen. An dieses Geschehen erinnert in der neuen Klostergestaltung ein „authentischer Ort“ im Obergeschoss.

### Brunshausen heute
Das Kloster befindet sich seit 1987 im Besitz der Stadt Bad Gandersheim und wurde 1989 zum Kulturzentrum umgebaut. Seit Mai 2007 befindet sich im Kloster der zweite Teil des Museumsprojektes Portal zur Geschichte, in dem die Geschichte des Stiftes anhand der Biographien starker Frauen dargestellt wird. Der dritte Teil der Ausstellung wurde im November 2013 eröffnet. Im ehemaligen Äbtissinnensaal befindet sich ein Café (Rosencafé).
Seit den 1990er Jahren besteht über den Skulpturenweg Lamspringe–Bad Gandersheim eine Verbindung zum Kloster Lamspringe. Es handelt sich um einen Teil der alten Bahnstrecke Kreiensen – Hildesheim auf insgesamt zwölf Kilometer Länge zwischen Lamspringe und Bad Gandersheim, der zu einem Radweg umgebaut wurde.
Das Kloster beteiligt sich seit 2008 im Sommer am Harzer Klostersommer.

## Baugeschichte

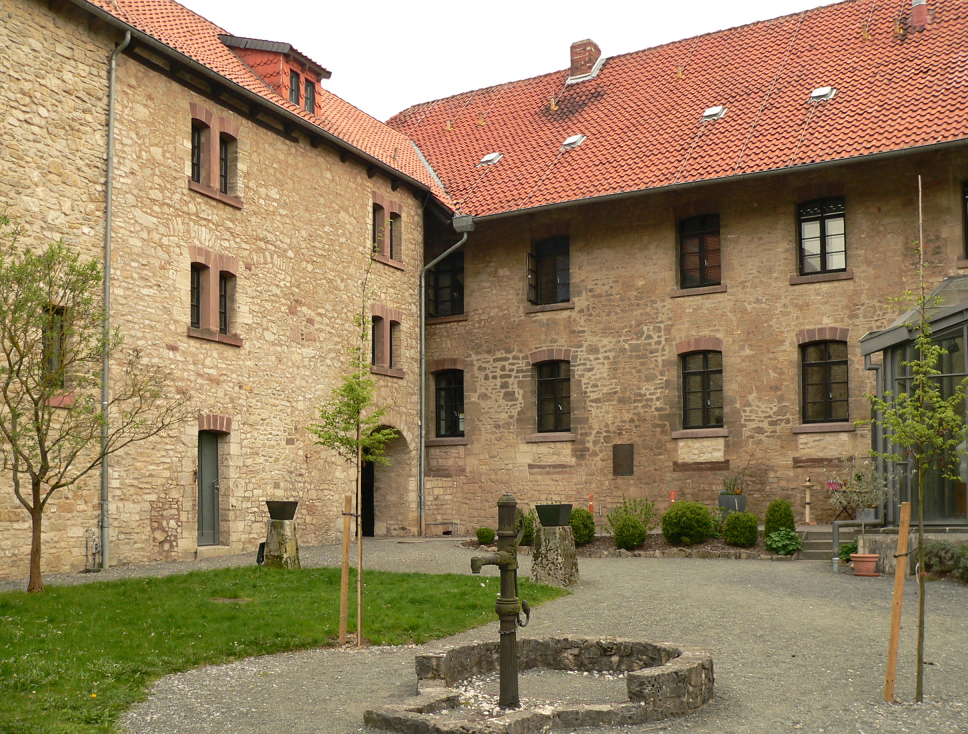
Klosterhof

Die derzeit noch bestehende gotische Hallenkirche mit romanischen Überbleibseln stammt aus dem 14./15. Jahrhundert. Die romanischen Reste befinden sich im Bereich des Westturms, am Eingang und in der südlichen Nebenapsis. Es wurden vier romanische Vorgängerbauten ergraben. Sie reichen zurück bis ins 9. Jahrhundert. Von dem Vorgängerbau ist bekannt, dass es sich um eine dreischiffige romanische Basilika handelte, die größer als die heutige Klosterkirche war und vermutlich im 12. Jahrhundert erbaut wurde. 1300 wurde der noch bestehende Rechteckchor gebaut, weil dessen Vorgänger eingestürzt war. Der Rest der bestehenden Kirche stammt aus der Mitte des 15. Jahrhunderts. Der Neubau war durch einen kurzfristigen wirtschaftlichen Aufschwung möglich geworden. Der westliche Klosterflügel wurde von 1713 bis 1726 zur Sommerresidenz umgebaut. In der ersten Etage befanden sich die Privaträume der Äbtissin, der Speisesaal und die Schlosskapelle. In der zweiten Etage und im Dachgeschoss waren die Sammlungen der Elisabeth Ernestine Antonie untergebracht. Die Räume waren nach den Themen der Sammlungen gegliedert, z. B. Architektur, Stiftsgeschichte, Naturwissenschaften oder Münzen. 1810 war die Klosteranlage noch weitgehend vorhanden. Der Nord- und Ostflügel wurden im 19. Jahrhundert abgerissen.